# Ю Бён Су
Ю Бён Су (кор. 유병수?, 兪炳守?; 26 марта 1988, Тэгу, Республика Корея) — южнокорейский футболист, нападающий. Бронзовый призёр Кубка Азии 2011 года.

## Клубная карьера
Ю Бён Су с 2007 по 2008 год играл в молодёжной команде «Хонгик Университи». В 2009 году он стал игроком «Инчхон Юнайтед». 3 марта 2009 года Ю Бён Су дебютировал за «Инчхон Юнайтед» в матче против клуба «Пусан Ай Парк» и отметился забитым голом в этой встрече. В в чемпионате Республики Корея 2010 года он забил двадцать два гола в двадцати восьми встречах, став лучшим бомбардиром сезона.
В 2011 году Ю Бён Су перешёл в «Аль-Хиляль». За два сезона, проведённых в этом клубе, он забил шестнадцать голов в сорока четырёх сыгранных матчах.
22 июня 2013 года форвард перебрался в российский футбольный клуб «Ростов». Дебютировал за новый клуб 19 августа 2013 года в матче 5-го тура Чемпионата России по футболу против нижегородской Волги, форвард вышел на замену на 81-й минуте и успел отличиться забитым мячом. После «Ростова» играл в ряде южнокорейских и таиландских клубов. Завершил карьеру в 2024 году.

## Карьера в сборной
За сборной Южной Кореи Ю Бён Су провёл четыре матча. Его дебют состоялся 3 июня 2009 года в матче против сборной Омана. Он был в составе команды, завоевавшей бронзовые медали кубка Азии 2011.

## Достижения
Сборная Южной Кореи
- Бронзовый призёр Кубка Азии: 2011

«Аль-Хиляль»
- Обладатель Кубка Наследного принца Саудовской Аравии: 2013

«Ростов»
- Обладатель Кубка России: 2013/14
- Финалист Суперкубка России: 2014